# Ramon Llull
Ramon Llull (latinsko Raimundus Lullus), katalonski filozof, logik, mistik, misijonar, pisatelj in pesnik, * ok. 1232, Palma, Majorka, † ok. 1316, Sredozemsko morje ali Majorka.
Llull je večji del življenja posvetil prizadevanjem za širjenje krščanstva med muslimanskimi in drugimi ljudstvi. Je utemeljitelj lulizma, ezoterične smeri filozofije, poleg tega pa je znan tudi kot avtor prvega literarnega dela v katalonskem jeziku in prvi pisec filozofskih besedil v ljudskem jeziku sploh.

## Življenje
Ramon Llull se je rodil v premožni plemiški družini v Palmi, prestolnici Majorke, na neznan dan leta 1232 ali 1233. Njegovi starši so se na Majorko priselili iz Katalonije kot del prizadevanja kralja Jakoba I. Aragonskega, da bi otok, nedavno odvzet dinastiji Almohadov, koloniziral z evropskim prebivalstvom. O njegovem zgodnjem življenju je malo znanega; kot otroka naj bi ga vzgajali s kasnejšim kraljem Jakobom II., leta 1257 se je poročil z Blanco Picany in imel z njo dva otroka.
Ključni preobrat v svojem življenju je Llull doživel z letom 1263. Vzrok je bilo njegovo domnevno videnje Jezusa na križu, ki naj bi se mu tega leta prikazal šestkrat. Po zaslugi teh videnj je v nekaj mesecih zapustil družino, se odpovedal družbenemu položaju in večini svojega imetja ter posvetil življenje božjemu služenju. Svoje poslanstvo je videl v treh ciljih: spreobračanju muslimanov in drugih »nevernikov« v katoliško vero, ustanavljanju samostanov, v katerih bi poučevali za to potrebne jezike, in pisanju knjige z napotki za spreobračanje. Včlanil se je v frančiškanski tretji red in se podal na kratko romanje, zatem je devet let posvetil učenju arabskega in latinskega jezika ter se izobrazil na področju filozofije in teologije.
Na gori Puig de Randa, kjer je živel puščavniško življenje, je bil Llull deležen še enega razsvetljenja. Na podlagi tega, po njegovem mnenju spet božjega, videnja je osnoval svoje nazore ter teorije, ki jih je nato gradil celo življenje in jih opisoval v svojih delih.
Tekom življenja je svoje mišljenje upodabljal v različnih slogih v delih, imenovanih »Ars« (»Umetnost«). V njih se je posluževal različnih logičnih prijemov, s katerimi je dokazoval krščanske dogme. Sestal se je z mnogimi kralji in papeži z namenom pridobiti finančna sredstva za zamišljene samostane, ki naj bi misijonarje usposabljali za spreobračanje nevernikov, ter dobil sredstva za enega, za leta 1278 ustanovljeni samostan Miramar. Pogosto je tudi potoval v severno Afriko in na Bližnji vzhod, kjer je spoznaval kulturo tamkajšnjih ljudstev ter poskušal spreobračati v krščanstvo, zaradi česar so ga večkrat sprejeli zelo neprijazno.
Po tem relativno neuspešnem, a plodnem obdobju se je dogajanje naposled obrnilo njemu v prid, ko se je njegove nauke začelo poučevati v Parizu, Viennski koncil pa je leta 1311 odobril poučevanje vzhodnih jezikov na nekaterih univerzah. Leta 1314 je znova odpotoval v severno Afriko, kjer naj bi ga sprejeli s kamenjanjem, umrl pa je leta 1315 ali 1316 med vračanjem na rodno Majorko oziroma takoj po povratku nanjo.

## Delo
Llull je bil izredno ploden pisec, njegovih del naj bi obstajalo čez 250. Velja za enega glavnih utemeljiteljev katalonskega knjižnega jezika in pisca prve večje literarne stvaritve v katalonščini, Blanquerne.
Zanj zelo značilna metoda je bilo dokazovanje filozofskih in verskih trditev z uporabo vrtljivih diagramov, ki so z obračanjem krogov z napisanimi premisami izpeljali logični sklep. Ti "miselni stroji" naj bi navdihnili Gottfrieda Wilhelma Leibniza pri njegovih razpravah glede kombinatorike v 17. stoletju, dandanes pa ga nekateri celo štejejo za začetnika matematične logike ter njegove diagrame za predhodnika računalnikov.
Llullu se je pripisovalo mnogo spisov o alkimiji in drugih mističnih vedah, ki pa so se izkazali za ponaredke, ki so jih neznani avtorji pod njegovim imenom izdali po njegovi smrti.

### Pomembna dela
- Filozofija: Ars magna (Velika umetnost), Ars brevis (Kratka umetnost). Med renesanso je Ars magna postala zelo popularna kot program univerzalnega znanja (lulizem).
- Znanost: Arbre de ciència (Drevo znanosti), Tractat d'astronomia (Razprava o astronomiji)
- Mistika: Llibre de contemplació (Knjiga razmišljanja)
- Religija, pridige: Llibre del gentil e dels tres savis (Knjiga o poganu in treh modrecih), Tractatus de modo convertendi infideles (Razprava za spreobračanje nevernikov), Liber de fine (Knjiga konca)
- Slovnica: Retòrica nova (Nova retorika)
- Vojaštvo: Llibre de l'orde de cavalleria (Knjiga o redu konjenikov)
- Novele: Blanquerna (katere del je tudi Knjiga prijatelja in ljubimca, Llibre d'Amic e d'Amat), Fèlix o Llibre de meravelles (Knjiga čudežev, katere del je Knjiga pošasti, Llibre de les bèsties)
- Poezija: Cant de Ramon (Pesem o Ramonu), Desconhort (Nemir)